# Marianne Lundquist
Ingrid Marianne Lundquist, gift Grane, född 24 juli 1931 i Karlskoga, död 10 april 2020 i Gustav Vasa distrikt i Stockholm, var en svensk simmare. Hon deltog vid de olympiska spelen i London 1948 och Helsingfors 1952. I London gick hon till semifinal på 100 meter frisim och i Helsingfors var hon med i det svenska lag, som i finalen nådde en sjätteplacering på 4x100 meter frisim. 
Vid EM i simning i Wien 1950 blev Marianne Lundquist bronsmedaljör med det svenska laget på 4x100 meter frisim, där hon simmade startsträckan. Hon blev femfaldig svensk mästarinna på 100 meter frisim 1950–1954 och svensk mästarinna 1951 och 1953 även på 400 meter frisim.
Marianne Lundquist blev dessutom svensk mästarinna på 4x100 meter frisim 1950 för Karlskoga SS och fyra gånger under perioden 1952-1956 för SK Neptun. 1954 vann hon SM-guld på 50 meter frisim och under början av 1950-talet flera mästerskap för SK Neptun i 4x100 meter medleylagkapp. Lundquist var unik såtillvida att hon höll svensk toppklass på såväl 100 som 400 meter frisim.
Marianne Lundquist var länge aktiv som tävlingssimmerska och deltog senast i Veteran-VM 2012. Hon var småskollärarinna och var från 1955 gift med Kjell Grane. Paret avled av covid-19 åtta dagar efter varandra. De är begravda på Längbro kyrkogård i Örebro.